# Norbertinum (Magdeburg)
Das Norbertinum Magdeburg – auch Norbertuswerk – war eine Ausbildungsstätte in Trägerschaft der katholischen Kirche, ein so genanntes Spätberufenenseminar, das Männern in der DDR ein Abitur mit dem ausschließlichen Ziel ermöglichte, ein Theologisch-Philosophisches Studium an der Fakultät in Erfurt zu absolvieren.

## Geschichte
Das Norbertuswerk bestand vom April 1952 bis zum Juli 1999. Die Notwendigkeit ergab sich nach dem Zweiten Weltkrieg zunächst in Hinblick auf die Vertriebenen, die durch die Wirren der Kriegs- und Nachkriegsverhältnisse über eine lückenhafte Schulbildung verfügten oder sich aus finanziellen Gründen keine höhere Schulbildung leisten konnten. Später traten politische Aspekte hinzu. Das reglementierte Bildungssystem der DDR versperrte manchem, unabhängig von dessen Leistungen, den Weg zu einem Studium. Zudem sollten Männer aus Handwerksberufen, die sich zum Priester berufen fühlten, die Chance zu einem Studium bekommen.
Der zunächst 4-jährigen, ab 1967 mit Einführung der 10-Klassen-Schule 3-jährigen Ausbildung lag die Preußische Schulordnung von 1923 (Revision 1951) zugrunde, so dass sie als humanistisches Abitur mit den Altsprachen Griechisch und Latein gesehen werden konnte, die in der DDR nicht anerkannt war, wohl aber im Westen des Landes. Von 1952 bis zum Schuljahr 1988/89 begannen in 38 Jahrgängen 1009 Männer ihre Ausbildung. Ungefähr die Hälfte wurde zum Priester geweiht.
Die Wende brachte die Anerkennung des Norbertuswerkes, die Öffnung für alle Abiturienten und gleichzeitig die Umbenennung in Kolleg Norbertinum. Nachlassende Aufnahmezahlen führten zur Schließung am 10. Juli 1999.
Durch die Hilfe des Bonifatiuswerkes wurde der Betrieb des Konviktes in der Magdeburger Sieverstorstraße 51 gewährleistet, wo die Theologieaspiranten zugleich lebten und lernten. Von 1952 bis 1970 lenkte der spätere Bischof Johannes Braun als Rektor die Geschicke des Hauses, wozu im Zusammenspiel mit der Staatsmacht der DDR eine diplomatische Vorgehensweise nötig war.

## Bekannte Norbertiner
- Norbert Clemens Baumgart
- Hans-Christoph Berndt
- Thomas Brose
- Alfred Hoffmann
- Joachim Kardinal Meisner
- Bischof Clemens Pickel
- Johannes Michael Schnarrer
- Ansgar Thim
- Klaus Weyers

## Weitere Proseminare in der DDR
- Altsprachenkurs Schöneiche
- Proseminar in Dahme/Mark (1950–1956)
- Proseminar Moritzburg (1955–1991)
- Kirchliches Oberseminar Hermannswerder (besteht weiter unter dem Namen Evangelisches Gymnasium Hermannswerder)
- Kirchliches Proseminar Naumburg (Saale)